# Johannes Dietrich
Johannes Dietrich (ur. 10 lutego 1985) – niemiecki pływak, trzykrotny mistrz Europy (basen 25 m).
Specjalizuje się w pływaniu stylem motylkowym. Jego największym dotychczasowym sukcesem jest złoty medal mistrzostw Europy na krótkim basenie w Stambule w 2009 roku na dystansie 50 m.